# Crinum stenophyllum
Crinum stenophyllum är en amaryllisväxtart som beskrevs av John Gilbert Baker. Crinum stenophyllum ingår i släktet Crinum, och familjen amaryllisväxter. Inga underarter finns listade i Catalogue of Life.